# 風水学園
『風水学園』（ふうすいがくえん）は、夏緑による日本のライトノベル。イラストは凪良が担当。MF文庫J（メディアファクトリー）より2003年8月から2006年3月まで刊行された。日本以外では韓国の大元C.I.よりハングル版が発売されている。
メディアミックスとして、『月刊コミックアライブ』（同）にて祥寺はるかによるコミカライズが2006年8月号から2007年1月号まで連載された。

## あらすじ
家相によるトラブルを、風水をはじめ様々な霊的手段で封じる“魔法建築士”を目指している榎小角は、クラスメイトの巫女・浅間石那の神社に居候する専門高校生。昨年度の最優秀生徒に選ばれるほどの実力を持つ彼だが、不慮の事故で留年していた一昨年度の最優秀生徒・諌早東日流にライバル視され、少々ウンザリの毎日。ところが、担任から「おまえらの課題はチームワークだ!」と叱責されて、家霊を駆除する校外実習では東日流と組むハメになる。

## 登場人物
榎小角（えのき おづぬ）
本作の主人公。口が悪いのがたまにキズだが、超一流の風水術の腕を持つ魔法建築学生。草薙魔法建築専門学校の2年。
伽羅（きゃら）
小角の式神。電撃の術を使う猫神の少女。
浅間石那（あさま いわな）
小角と幼馴染。草薙魔法建築専門学校の2年。浅間 咲耶とは姉妹。小角に好意を持つ。料理が壊滅的に下手で炭になる。強い憑坐（よりまし）の力を持ち、石長姫に憑依される。
因幡（いなば）
石那の式神。小さく、耳が翼になっている。
諌早東日流（いさはや つがる）
小角のライバル。家は諌早魔法建築会社で、兄、諌早出雲が現在当主を務めている。小角の級友にしてライバル。密呪使い。
亜彌（あび）
東日流の式神で狐の化身の少年。鬼火の術を使う。伽羅に好意を持つ。
秋津志摩（あきつ しま）
石那の友人でおさげにメガネの腐女子。
比禰（ころね）
志摩の式神。芋虫で糸を吐く技を持つ。
三輪祝（みわ はふり）
小角の友人の巫女。小角を巡って石那にライバル視される。
久那斗（くな ひつき）
小角らのクラスメイト。存在感薄い系。
淀屋ねね（よどや ねね）
大阪で小角らがであった女の子。
厨法螺（ずぼら）
ねねの式神で河豚に似ている。
石凝鏡之介（いしこり きょうのすけ）
小角らの先輩。石那をナンパして返り討ちにあった。鏡系の技を使う。
天野探女（あまの さぐめ）
小角、石那、志摩、東日流のクラスの担任。かなり強い。
月光（げっこう）
探女の式神。
薬師瑠璃子（やくし るりこ）
学園の保険医でショタコン。探女とは何だかんだ良いコンビ。
日光（にっこう）
薬師瑠璃子の式神。
浅間咲耶（あさま さくや）
石那の姉。葛飾浅間神社を切り盛りする本職の巫女。
諫早出雲（いさはや いずも）
東日流の兄で諫早魔法建築会社の社長。実力もかなりのもの。
迦楼羅（かるら）
出雲の式神の天狗。かなり強い。
倶伎羅（くきら）
迦楼羅の妹。まだ幼いため舌足らず。
石長姫（いわながひめ）
石那の強い憑坐の力で憑依した神で、凄まじい力を持つ。

## 既刊一覧
- 夏緑（著）・凪良（イラスト）、メディアファクトリー〈MF文庫J〉、全11巻
  - 『風水学園 逢魔が時の黒猫』、2003年8月25日発売[2]、ISBN 4-8401-0841-2
  - 『風水学園 2 神風の姫巫女』、2003年11月25日発売[3]、ISBN 4-8401-1002-6
  - 『風水学園 3 珊瑚礁の夏人魚』、2004年1月24日発売[4]、ISBN 4-8401-1022-0
  - 『風水学園 4 暗剣殺の魔王』、2004年3月25日発売[5]、ISBN 4-8401-1046-8
  - 『風水学園 5 首塚の夜叉姫』、2004年6月25日発売[6]、ISBN 4-8401-1103-0
  - 『風水学園 6 神無月の学園祭』、2004年9月25日発売[7]、ISBN 4-8401-1143-X
  - 『風水学園 7 太閤の魔城』、2004年12月25日発売[8]、ISBN 4-8401-1201-0
  - 『風水学園 8 凶星城の最終決戦』、2005年3月25日発売[9]、ISBN 4-8401-1237-1
  - 『風水学園えくすとら 風の巻』、2006年8月25日発売[10]、ISBN 4-8401-1410-2
  - 『風水学園えくすとら 水の巻』、2006年3月24日発売[11]、ISBN 4-8401-1516-8
  - 『風水少女 竹林の舞姫』、2005年7月25日発売[12]、ISBN 4-8401-1288-6
  - 『風水少女 2 西から来たお嬢さま！』、2005年10月25日発売[13]、ISBN 4-8401-1425-0
  - 『風水少女 3 東から来た少女剣士！』、2006年1月25日発売[14]、ISBN 4-8401-1486-2

### 漫画
- 夏緑（原作）・凪良（キャラクター原案）・祥寺はるか（作画） 『風水学園』 メディアファクトリー〈MF文庫J〉、2006年12月22日発売[15]、ISBN 4-8401-1652-0